# نوواکووتسی
نوواکووتسی (به بلغاری: Novakovtsi) یک منطقهٔ مسکونی در بلغارستان است که در شهرستان گابروو واقع شده‌است.